# Моссільмаш (платформа)
Моссільмаш (рос. Моссельмаш) — пасажирська платформа на головному ходу Жовтневої залізниці, у складі лінії МЦД-3, у Москві.
Найменована в 1964 році за однойменним заводом «Моссільмаш» (Московський завод сільськогосподарського машинобудування). До 1964 року Пост № 2. Також деякий час була найменована Ховрино-Сортувальна.
Знаходиться в межах станції Ховрино, в оточенні численних колій станції.
Складається з двох пасажирських платформ, з'єднаних пішохідним мостом (довжина моста 250 метрів). У квітні 2015 року платформу обладнали турнікетами.
Біля південного кінця пішохідного моста починається під'їзна колія заводу «Моссільмаш».
Для приміського руху використовуються берегові платформи (середня острівна платформа, за станом на вересень 2014 року, розібрана). Відразу за платформами знаходяться сортувальні гірки станції Ховрино, при русі в сторону Ленінградського вокзалу перед мостом через річку Лихоборку праворуч прямує з'їзд на Мале кільце Московської залізниці (станцію Лихобори).

## Цікаві факти
- У платформи закінчувалося село Дегуніно.
- У 1998 році через аварійний стан старий пішохідний міст над залізничними коліями було закрито і демонтовано. Зупинка електричок на довгий час була скасована. Новий пішохідний міст було відкрито 11 жовтня 2003 року. Повна довжина відновленого мосту становить 258 метрів.
- Оскільки нова 2-га колія, прокладена у 2013 році, на перегоні Моссільмаш-Ховрино не відрихтована і не має електрифікації, а на станції Ховрино відгороджена від платформи парканом, то поїзди, при проходженні з Москви, і в основному ті, що використовують для руху на ділянці Москва-Хімки 2-гу колію, змушені переходити на 4-ту колію відразу за станцією і повертатися назад на 2-гу приблизно в середині перегону Ховрино-Лівобережжя. У серпні 2015 року були завершені електрифікація і рихтування 2-ї колії і спорудження платформи на станції Ховрино, переходи на 4-ту колію і назад прибрані зі схеми руху.

## Галерея

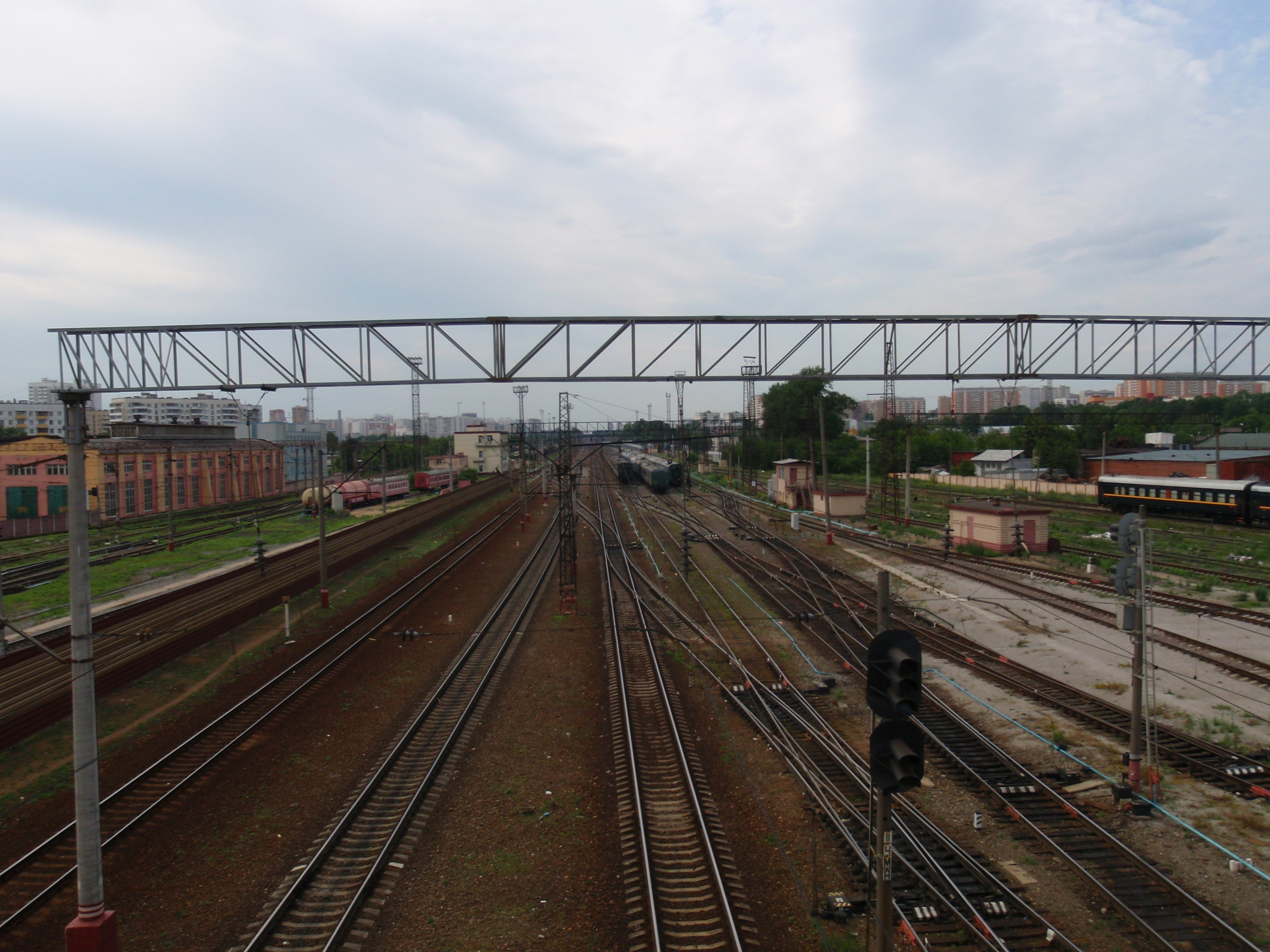
Вид у бік станції Ховрино (2009)
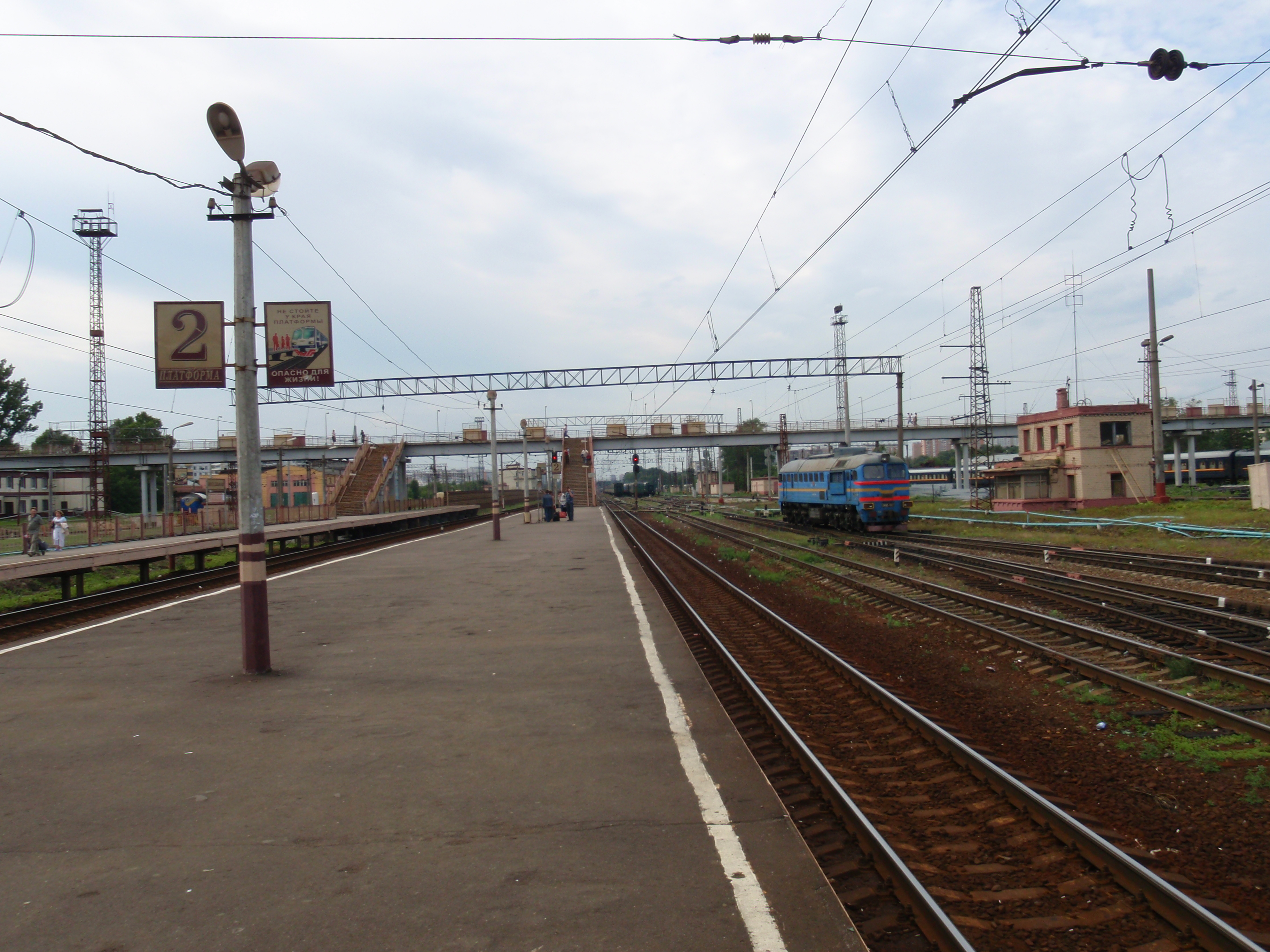
Вид із платформи № 2 у бік станції Ховрино (2009)
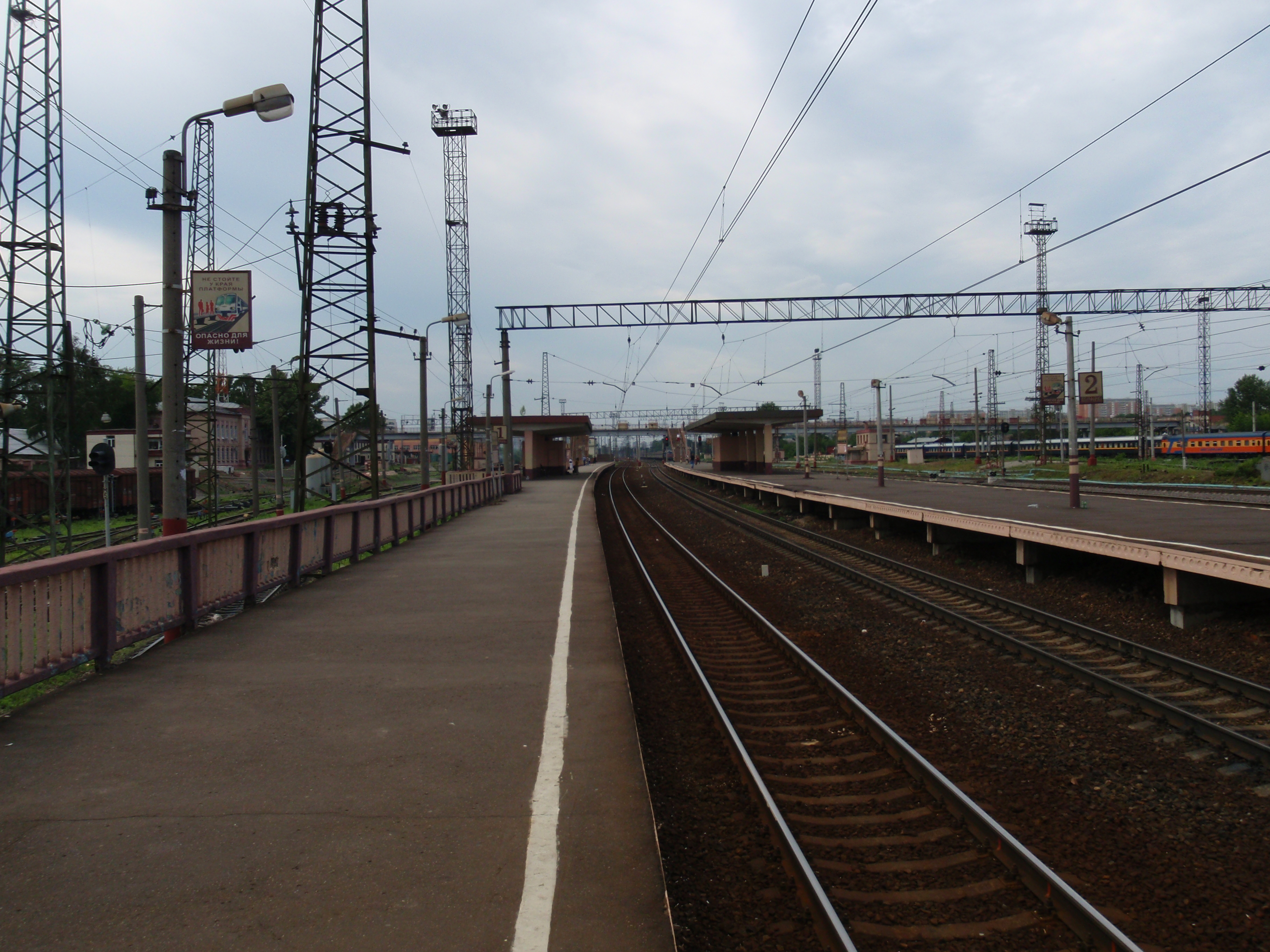
Вид із платформи № 1 у бік станції Ховрино (2009)